# 유은 (조왕)
조왕 유은(趙王 劉隱, ? ~ ?)은 중국 전한의 황족 · 제후왕으로, 마지막 조왕이다. 조공왕 유충의 아들이다.
아버지가 조공왕 56년 = 원연 3년(기원전 10)에 죽자 뒤를 이어 조왕이 됐고, 이해를 바로 원년으로 삼았다. 조왕 은 19년 곧 시건국 원년(9), 왕망이 전년 12월에 전한을 멸하고 스스로 신나라 황제가 돼 개원했으며, 전한의 제후왕들을 폄작하니 유은도 조왕에서 조공으로 깎였고, 이듬해에 작위를 잃었다.